# 9П148
9П148 — советская боевая машина противотанкового комплекса «Конкурс».
9П148 создана на базе бронированной разведывательно-дозорной машины БРДМ-2.

## Описание конструкции
Основным назначением боевой машины 9П148 является транспортировка, наведение и запуск противотанковых управляемых ракет 9М111-2 или 9М113. Машина способна поражать ракетами как подвижные цели, перемещающиеся со скоростью до 60 км/ч, так и неподвижные цели типа дот и дзот в условиях оптической видимости. Боевые машины действуют в составе мотострелковых подразделений. Запуск ракет возможен с подготовленных и неподготовленных огневых позиций, кроме того пуск может выполняться и на плаву как по наземным так и по плавающим целям. При ведении огня на суше пуск производится только с места.
Машина 9П148 осуществляет работу в нескольких режимах. Режим обнаружения цели предназначен для поиска и слежения за целями, а также для обзора местности. Во время режима перевода машины из походного положения в боевое осуществляется подготовка цепей к пуску, а также выбор направляющей для запуска ракеты. При переходе в режим пуска производится непрерывное наблюдение за целью через прибор 9Ш119М1, запуск и управление противотанковой управляемой ракетой 9М113 или 9М111-2. Сброс использованных транспортно-пусковых контейнеров производится при переводе машины из боевого положения в походное. Перезарядка ракет производится в режиме перезаряжания.

### Броневой корпус и башня
Корпус машины разделён на три отсека: боевое отделение, отделение управления и силовое отделение. В носовой части машины располагается отделение управления. Силовое отделение отделено от остальной части машины специальной перегородкой, в которой находятся люки.

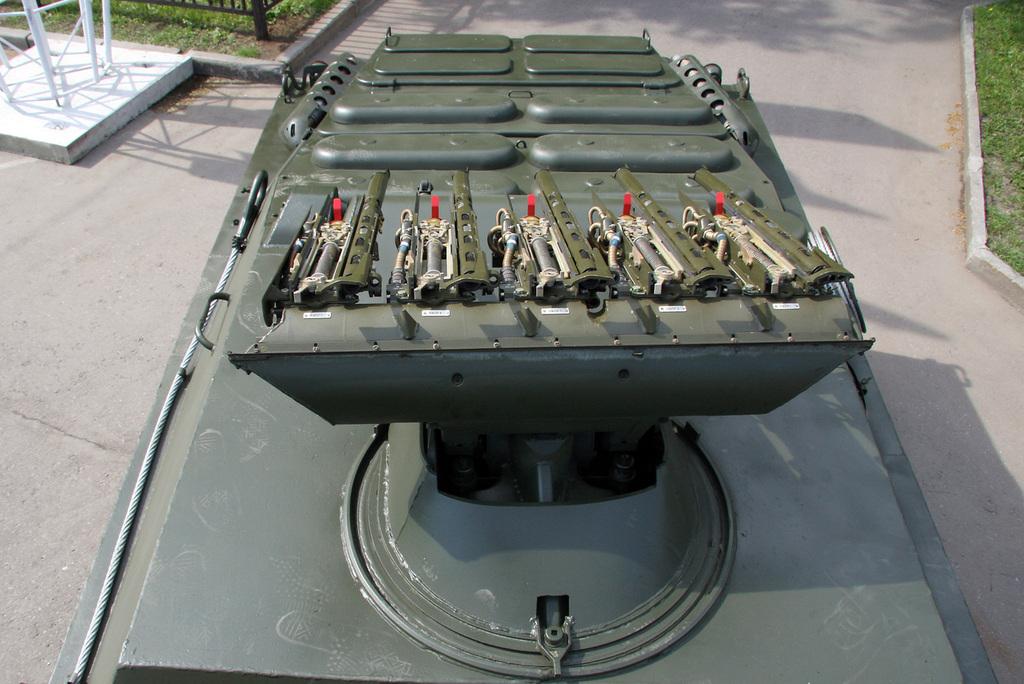
Пусковая установка на крыше 9П148 в СК Лужники

### Вооружение
В качестве основного вооружения используются противотанковые ракеты 9М113 или 9М111-2. Боекомплект зависит от типа перевозимых ракет. Боевая машина способна перевозить до 15 ракет 9М113, либо до 20 ракет 9М113 и 9М111-2, при этом в боекомплекте не более 10 ракет 9М113. Дальность стрельбы ракетами 9М113 составляет от 75 до 4 000 метров, а 9М111-2 — от 70 до 2 000 метров. Время перевода машины из походного положения в боевое и обратно составляет не более 25 секунд.
При неисправности электромеханики есть возможность вручную привести в боевое положение и обратно:
- а. открыть лючок
- б. вывести направляющие из корпуса в боевое горизонтальное положение по направлению стрельбы
- в. закрыть лючок
- и в обратной последовательности. Это займёт гораздо больше времени.

Дополнительно имеется ПТРК 9К111 или «Фагот» внутри БМ + в комплект вооружения командира входит РПГ-7.

### Средства наблюдения и связи
Для наблюдения за местностью, поиска и выбора цели рабочее место старшего оператора оборудовано двумя приборами наблюдения ТНПО-170 и оптическим прицелом 9Ш119М1. Для наведения прицела 9Ш119М1 на цель в рубке машины установлены два следящих электромеханических привода, оборудованных ручными дублёрами. Прибор 9Ш119М1 обладает десятикратным увеличением и перископичностью 300 мм, угол обзора визира составляет 5°.
Переговоры между расчётом машины осуществляются через танковое переговорное устройство Р-124. Для осуществления дальней связи в 9П148 установлена радиостанция Р-123М. В боевых машинах выпущенных с 1 октября 1988 года установлена радиостанция Р-173 с улучшенными эксплуатационными характеристиками. Радиостанция Р-173 дополнительно укомплектовывается блоком Р-173-16 для соединения с переговорным устройством Р-124.

### Ходовая часть
Все блоки и аппаратура машины 9П148 размещены на шасси ГАЗ-41-08, являющимся модификацией бронированной разведывательно-дозорной машины БРДМ-2.

## Операторы

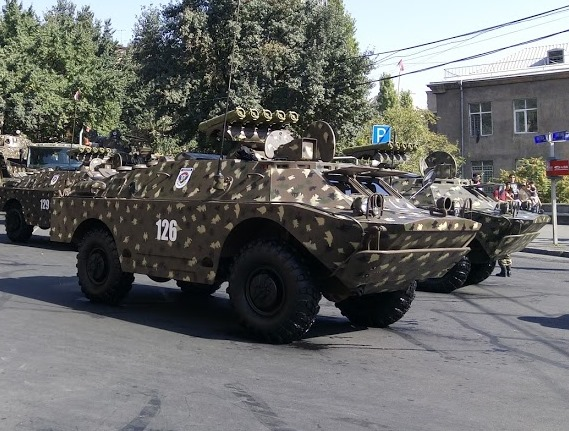
Армянские 9П148 на параде в Ереване

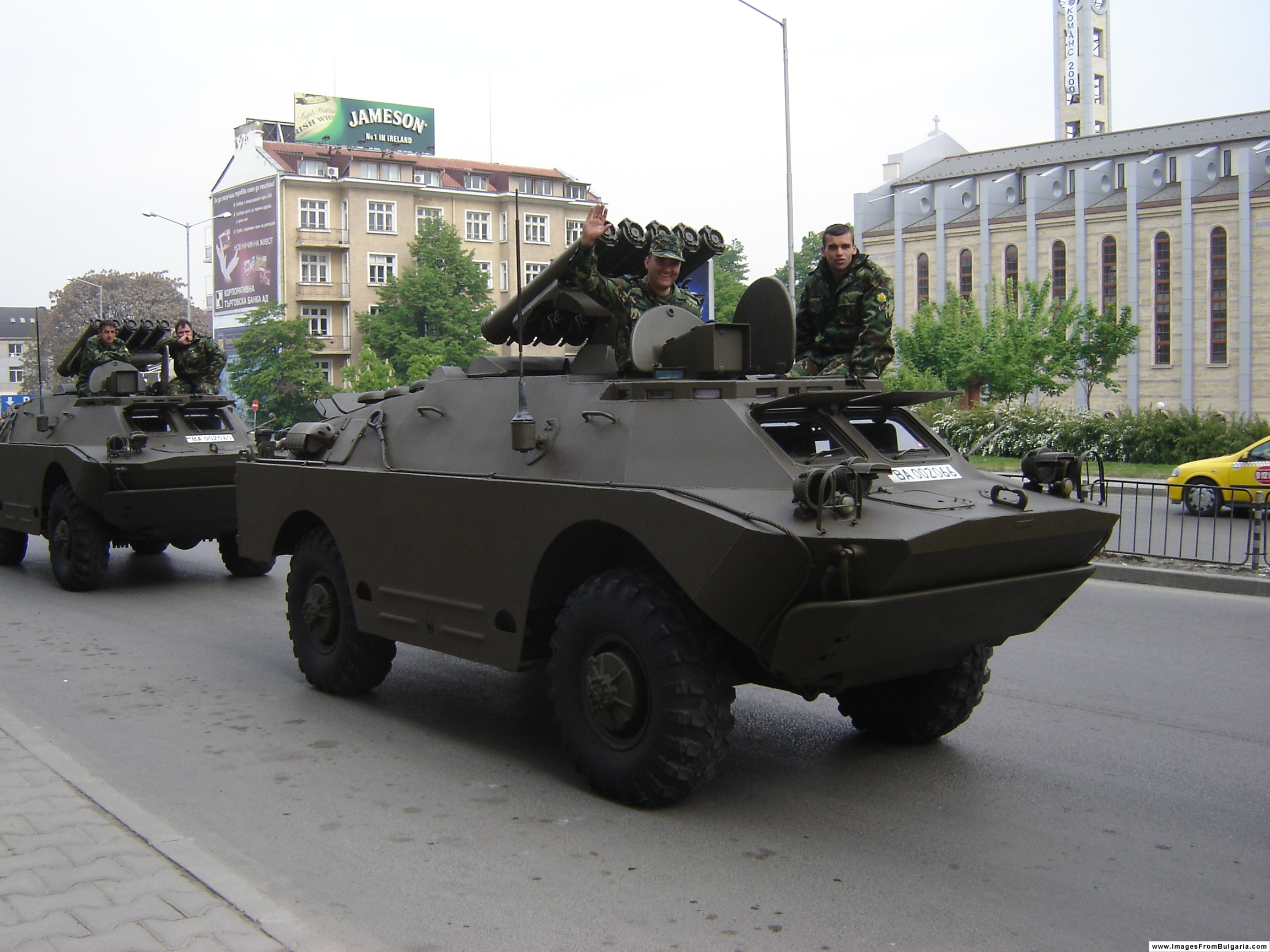
Болгарские 9П148 на параде, 2006

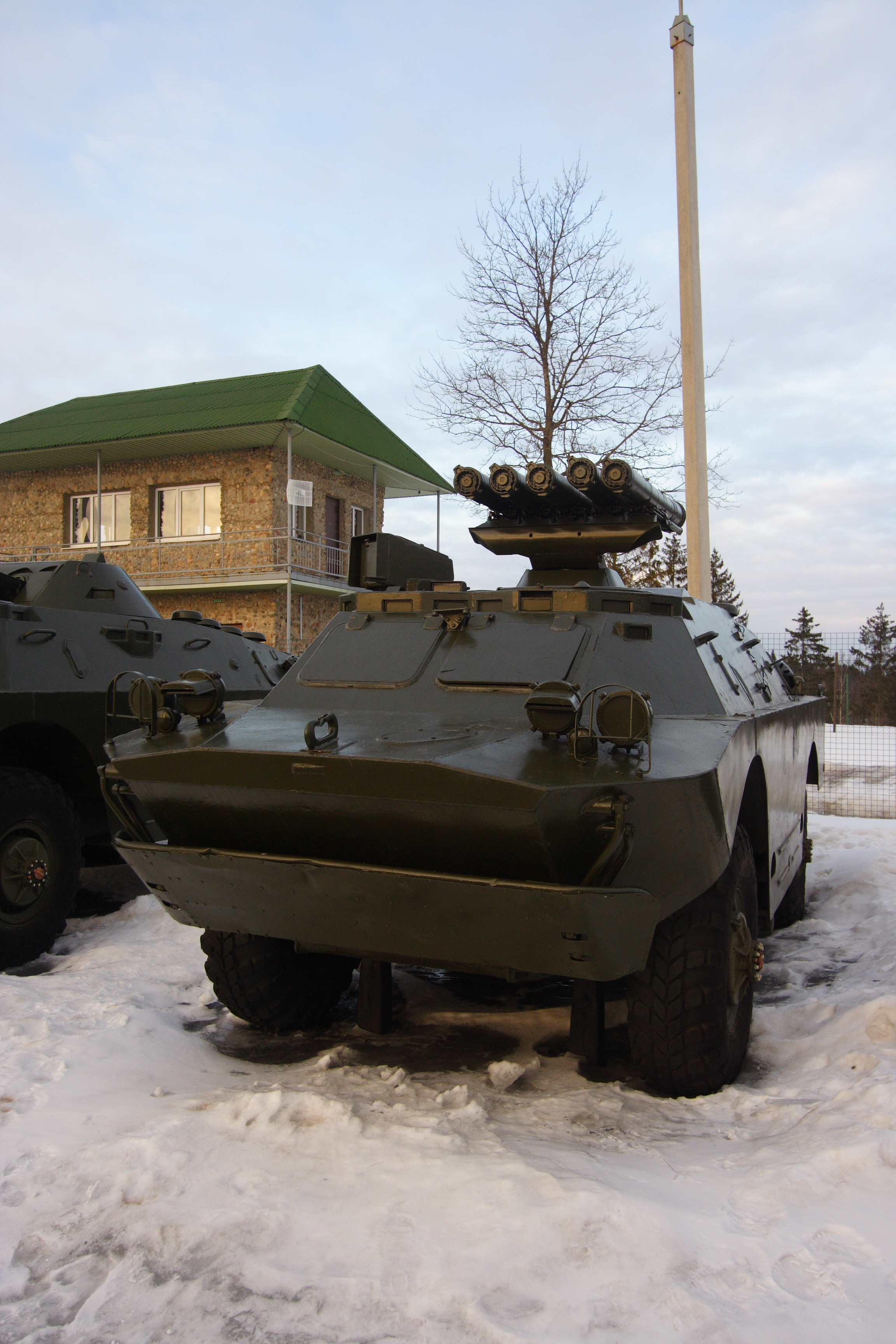
Белорусская 9П148 в музее «Линия Сталина»

- Азербайджан — 20 единиц 9П148 и 400 ракет 9М113[8], по состоянию на 2010 год.[9]
- Армения — 9 единиц 9П148 по состоянию на 2016 год[10]
- Беларусь — 75 единиц 9П148 по состоянию на 2022 год[11]
- Болгария — 24 единицы 9П148 по состоянию на 2024 год[12]
- Индия — 110 СПТРК на базе БРДМ-2 с ракетами 9М111 и 9М113 (предположительно 9П148), по состоянию на 2016 год[13]
- Россия — 60 единиц 9П148 по состоянию на 2024 год[14]
- Румыния — 48 единиц 9П148 по состоянию на 2024 год[15]
- Сирия — некоторое количество 9П148 по состоянию на 2016 год[16]
- Словакия — некоторое количество 9П148 по состоянию на 2016 год[17]
- Туркменистан — 2 единицы 9П148 по состоянию на 2016 год[18]
- Молдова – 27 единиц 9П148 по состоянию на 2020 год
- Украина  - минимум 4 единицы 9П148 "Конкурс" захваченные в ходе Вторжения России в Украину (с 2022)[19]

### Бывшие операторы
- Алжир — 20 единиц 9П148 поставлены из СССР в период с 1981 по 1982 годы[8]
- Венгрия — 100 единиц 9П148 поставлены из СССР в период с 1974 по 1977 годы[8]
- ГДР — 52 единицы 9П148 поставлены из СССР в период с 1980 по 1983 годы[8]
- Ирак — состояли на вооружении иракской армии во время Войны в Персидском заливе[20]
- СССР
- Чехия — 21 единица 9П148, по состоянию на 2013 год[21]

## Служба и боевое применение

### Боевое применение
1. Война в Персидском заливе — использовались иракскими войсками[20]

### Организационная структура

#### Россия
1. в/ч № 16544. 8-я отдельная гвардейская мотострелковая Чертковская дважды ордена Ленина, Краснознаменная, орденов Суворова, Кутузова и Богдана Хмельницкого горная бригада имени маршала бронетанковых войск Катукова М. Е. (8 омсбр(г)): 12 единиц 9П148 по состоянию на 2009 год[22].
2. в/ч № 16871. 60-я отдельная мотострелковая Краснознамённая бригада (60 омсбр): 18 единиц 9П148 по состоянию на 2009 год[22].
3. в/ч № 21720. 38-я отдельная гвардейская мотострелковая Витебская ордена Ленина Краснознамённая ордена Суворова бригада (38 омсбр): 18 единиц 9П148 по состоянию на 2009 год[22].
4. в/ч № 23626. 5-я отдельная гвардейская мотострелковая Таманская ордена Октябрьской Революции Краснознамённая ордена Суворова бригада имени М. И. Калинина (5 омсбр): 12 единиц 9П148 по состоянию на 2009 год[22].
5. в/ч № 24776. 70-я отдельная гвардейская мотострелковая Духовщино-Хинганская ордена Октябрьской Революции Краснознамённая, ордена Суворова бригада (70 омсбр): 18 единиц 9П148 по состоянию на 2009 год[22].
6. в/ч № 44980. 59-я отдельная мотострелковая ордена Кутузова бригада (59 омсбр): 18 единиц 9П148 по состоянию на 2009 год[22].
7. в/ч № 46102. 57-я отдельная гвардейская мотострелковая Красноградская Краснознамённая, ордена Суворова бригада (57 омсбр): 12 единиц 9П148 по состоянию на 2009 год[22].
8. в/ч № 51460. 64-я отдельная мотострелковая бригада (64 омсбр): 18 единиц 9П148 по состоянию на 2009 год[22].
9. в/ч № 54046. 9-я отдельная мотострелковая Висленская Краснознамённая, орденов Суворова и Кутузова бригада (9 омсбр): 12 единиц 9П148 по состоянию на 2009 год[22].
10. в/ч № 61899. 27-я отдельная гвардейская мотострелковая Севастопольская Краснознамённая бригада имени 60-ти летия СССР (27 омсбр): 8 единиц 9П148 по состоянию на 2009 год[22].
11. в/ч № 30615. 247-я Краснознамённая база хранения и ремонта вооружения и техники (247 БХиРВТ): 18 единиц 9П148 по состоянию на 2009 год[22].
12. в/ч № 63453. 262-я база хранения и ремонта вооружения и техники (262 БХиРВТ): 18 единиц 9П148 по состоянию на 2009 год[22].
13. 230-я база хранения и ремонта вооружения и техники (88 омсбр): 18 единиц 9П148 по состоянию на 2009 год[22].
14. 237-я база хранения и ремонта вооружения и техники (89 омсбр): 18 единиц 9П148 по состоянию на 2009 год[22].
15. 240-я база хранения и ремонта вооружения и техники (90 омсбр): 18 единиц 9П148 по состоянию на 2009 год[22].
16. 243-я база хранения и ремонта вооружения и техники (92 омсбр): 18 единиц 9П148 по состоянию на 2009 год[22].

## Сохранившиеся экземпляры
- Россия — Военно-исторический музей артиллерии, инженерных войск и войск связи в Санкт-Петербурге
- Беларусь — Историко-культурный комплекс «Линия Сталина»
- Азербайджан — Парк военных трофеев в Баку[23]